# Челебич, Гойко
Гойко Челебич (черног. Гојко Челебић / Gojko Čelebić; род. 31 января 1958) — черногорский писатель и дипломат.
Челебич родился в Подгорице, в Черногории (раньше — Социалистическая Федеративная Республика Югославия). Среднюю школу он окончил в Цетине, Черногории. После этого он изучал право в Нови-Саде (Сербия) и Подгорице. В 1989 году в Праге он окончил Театральный факультет Пражской Академии искусств (DAMU) с дипломом драматурга. Во время диссидентских движений в Восточной Европе Челебич начинает писать свои первые произведения. В 80-е годы он ставит многочисленные театральные постановки авторов-диссидентов и начинает публиковать свои пьесы, поэзию, рассказы и романы. В 1987 году, будучи пражским студентом, он едет в Берлинский драматический театр, где участвует в семинарах, посвященных Бертольту Брехту. В 1989 году в Праге Челебич получает степень магистра, защитив диссертацию о Всеволоде Мейерхольде.
Политическая карьера Челебича началась с должности министра культуры Черногории (1993—1996) в правительстве премьер-министра Мило Джукановича. После этого он был послом Югославии в Аргентине (1998—2002), вручив верительную грамоту президенту Карлосу Саулю Менему 12 августа 1998 года, а также послом-нерезидентом в Уругвае, вручив верительную грамоту президенту Хулио Мария Сангинетти 11 ноября 1998 года и послом-нерезидентом в Парагвае, вручив верительную грамоту президенту Раулю Альберто Кубасу Грау 9 февраля 1999 года. После этих постов Челебич был назначен советником посольства Сербии и Черногории в Японии, с 2005—2006 (пока Черногория не обрела независимость в 2006 году). Позже он был постоянным представителем Черногории при ООН в Нью-Йорке.
По своему литературному призванию Челебич является писателем-романистом, последователем европейского философского романа. Его литературно-исторические интересы связаны с европейским барокко и южнославянской культурой и языком, прежде всего с Котором времен Средневековья и барокко. Большое влияние на литературу и мировоззрение Челебича оказало движение хиппи, диссидентская литература Милована Джиласа, Владимир Набоков, а также многочисленные писатели его поколения из Польши, Германии и России.
В начале 90-х Челебич создал и руководил двумя антологическими проектами. Первый из них — собрание черногорских романов XX века, опубликованное в 20 томах. Второй — полное собрание черногорской литературы в её тысячелетнем развитии. Эти работы были созданы на четырёх языках: латинском, итальянском, сербском и церковно-славянском и были опубликованы под его руководством в сборнике из 23-х томов под заглавием «Литература Черногории с XII по XIX века». Сам Челебич владеет английским, испанским, чешским, французским и русским языками.
В 2013 году Гойко Челебич получил Государственную премию по литературе в Черногории.

## Опубликованные работы Челебича в хронологическом порядке

### Романы
1983 — «Героический роман о женских слезах» («Viteski roman o ženskim suzama»);
1988 — «Убийство А. Г. В. и уголовное преследование» («Ubistvo A. G. W. i gonjenje»);
1989 — «Повзрослевшая Герта» («Zrela Herta»);
1994 — «Псевдо»;
1995 — «City club» («City Club»);
1997 — «Пауки» («Pauci»);
2003 — «Гром» («Grom»);
2004 — «Близнецы» («Blizanci»);
2006 — «Слушайте, погребенные» («Pokopani, čujte»).

### Сборники рассказов
1992 — «Прощание с королём» («Oproštaj od kralja»);
2001 — «Атлантические волны» («Valovi Atlantika»);
2003 — «Кандидатура» («Kandidatura»);
2004 — «Влюбленная пыль» («Zaljubljeni prah»);
2007 — «Богемский сезон» («Boemska sezona»).

### Поэзия
1982 — «Лира в чистилище» («Lira u čistilištu»).

### Драматургия
1995 — «Барокко» («Barok»).

### Избранные произведения
2004 — «Избранные произведения Гойко Челебича I—X» («Odabrana djela Gojka Čelebića I—X»).

### Монографии
2011 — «Vjetrenjače Evrope: Servantes i evropski roman od baroka do postmoderne».

### Произведения, опубликованные в России
В 2012 году в российском журнале «Вестник Европы» (№XXXIII) в переводе Екатерины Сташевской вышли следующие рассказы Гойко Челебича: «Ревнивый мужчина в лагере беженцев», «Слабость сердца», «Маленький костел в долине Уругвая», «Интервью», «Премия Иво Андрича», «Бронзовая олива», «99 „шляп“», «Возвращение блудного сына», «В особняке на сельскохозяйственных землях».

## Избранные ссылки
1. «Псевдо»: Театральный роман, 4 выпуск—Нови-Сад: Prometej; Белград: Prosveta, 1997. Стр. 324 (Романы / Гойко Челебич). Комментарии на стр. 321. В Ah, Marija (София)—Год 9, номер 2. (1996) стр. 299—308. Перевод: Александра Ливен.
2. «Барокко» — драматическое произведение—Sremski Karlovci: Krovovi: Культурный центр «Карловацкая художественная мастерская» 1995. (Апатин—Нови-Сад: «Белоснежный король») — стр. 164. («Библиотека современной литературы»), комментарии на стр. 162.
3. «IL FUCILE»: Orme sull’ Adriatico: Poesia del-la Puglia e del Montenegro / Scelta degli autori montenegrini: Steve Kordić; traduzioni in italiano e dall/ italiano: Драган Мраович—Никшич: Univerzitetska riječ; Бари: La valissa, 1990, стр. 62. Песни.
4. «Приветствие от имени города»: Антология современных черногорских рассказов. Подготовили: Слободан Калезич и Воислав Д. Никчевич—Цетине: Obod; Подгорица: Pobjeda, 1996, стр. 431—444.
5. «Резервист»: Современная (Москва), номер 2 (1996), стр. 131—153. Драматическое произведение; перевод: Наталья Вагапова.
6. «БОРХЕС и Змаевич»: Хорхе Луис Борхес: Работы международной литературной и научной конференций, посвященных Х. Л. Борхесу (состоялись 24 и 25 сентября 1996 года в Белграде), а также другие тексты. Подготовили: Радивое Константинович, Филип Матич, Марко Недич—Белград: Институт по учебным пособиям: Сербское литературное объединение: Товарищество Югославии и Латинской Америки, 1997 стр. 161—166.
7. «Нетерпимость»: Новая Македония — (1997). Отрывки из романа «Псевдо».
8. «Литература Черногории»: (krimipovidka): Souvislosti (revue pro kŕestanství a kulturu) — номер 3-4 (1997), стр. 277—289. Перевод: Ленка Блехова.
9. «City Club»: Literárni text: Literární noviny (Чехия) выпуск 11, номер 40 (2000), стр.10. Перевод: Ленка Блехова.
10. «Атлантические волны»: Черногорские эротические рассказы. Редактор: Йован Николаидис—Улцинь: Plima, 2000, стр. 33-51. Рассказ.
11. «Символы в поэзии Иосифа Бродского»: Pobjeda—выпуск 26, номер 5329 (4.10.1980), стр. 12. Комментарий к элементам темноты в сборнике «Остановка в пустыне».
12. «I’m an intellectual, but that is a matter of reading»: Pobjeda, выпуск 2, номер 7208 (29.12.1985), стр.11 Разговор Гойко Челебича с чешским писателем Богумилом Грабалом.
13. «Набоков»: Ovdje (Here)—выпуск 21, номер 244—245 (1989), стр.40. В его творчестве.
14. «Word of the word»: Pobjeda: выпуск 47, номер 9935 (31.7.1993), стр. 7. On the fifth century anniversary of Montenegrian press
15. «Карел Чапек»: Kompozitor Фолтин / Карел Чапек—Белград; Rad, 1990, стр.111-115. О таланте К. Чапека.
16. «Краткая история Черногории»: Королевский театр «Zeta Hall», Цетине, 1996 стр. 2-10.
17. «Мануфактура»: Stvaranje—выпуск 52, номер 11-12 (1997), стр.1185-1186. О художнике Саво Брауновиче.
18. Милован Джилас: «Un destino disidente»: Revista diplomatica Placet—номер 117 (2001).
19. «Обзор американском драмы»: Pobjeda, выпуск 45, номер 8443 (3.6.1989), стр.13. О музыкальном фестивале «Пражская весна» и текущих культурных событиях в Праге.
20. «MEYERCHOLOMASCHINE. Культура тоталитаризма»: Stvaranje, выпуск 44 номер 1 (1990) стр. 97-125. «Hrestomatija uz Mejerholjdova ‘Revizora’».
21. «Палачи»: Большой театр Будва 1987—1996, первые 10 лет. Подготовили: Йован Чирилов, Феликс Пашич — Будва, Большой театр 1998, стр. 72. Постановка по произведениям Гарольда Пинтера в Национальном театре Черногории, режиссёр Гойко Челебич (1993).
22. «ПАРК»: Большой театр Будва 1987—1996, первые 10 лет. Подготовили: Чирилов, Феликс Пашич—Будва, Большой театр, 1998, стр. 56. Постановка Национального театра Герцеговины по пьесе Шекспира «Сон в летнюю ночь», режиссёр Гойко Челебич (1990).
23. СЕЙФЕРТ, Ярослав: «Стихотворения / Ярослав Сейферт»: Ovdje—выпуск 17, номер 189 (1985) стр. 11. Включает следующие стихотворения: «Могила Казановы», «Кольцо короля Отокара I», «Соединенный источник», «Кашемировый шарф». Перевел Гойко Челебич.
24. ECO, Umberto: «Simiotica insenacije / Umberto Eco»: Stvaranje—выпуск 44, номер 1 (1989), стр.74-82. Перевод с французского: Гойко Челебич.
25. Болица, Иван Бона: «Описание Ивана Бона Болицы»: Pobjeda—выпуск 52, номер 11083 (19.10.1996), стр.15. В 7-м томе «Литературы Черногории XII—XIX веков». Поэзия которского поэта 16 века в адоптации Гойко Челибича.
26. «Creando en una de las esquinas del mundo»: Lecturas de los Domingos—выпуск 3, номер 162 (30. IV 2000), стр. 8-9. Con Gojko Čelebić, escritor y embajador Yugoslavo (interview).
27. Павкович, Васа: «Зло и веселье в рассказах»: Politika—выпуск 60, номер 28686 (21.8.1993), стр.16. О новелле Гойко Челебича «Прощание с королём».
28. Чириков, Йован: «Когда министр пишет…»: Politika—выпуск 61, номер 28996 (9.7.1994), стр.14. Со ссылкой на произведения Гойко Челебича.
29. Ерков, Александр: «Министр—роман»: Borba—выпуск 72, номер 220 (11. VIII 1994), приложение, стр. 3. О романе «Псевдо».
30. Pavković, Vasa: «Fishes Plamičak Čirak» / Vasa Pavković: Pobjeda—выпуск 51, номер 10393 (12. XI 1994), стр.11. Роман в Черногории: Гойко Челебич.
31. Брайович, Тихомир: «Путешествие на краю иллюзии» / Тихомир Брайович: NIN, номер 2347 (22. XII 1995), стр. 43. О романе Гойко Челебича «City Club».
32. Павич, Милорад: «Комментарии к театральному роману Челебича» / Милорад Павич: Pobjeda—издание 52, номер 10998 (25.6.1996), стр. 10. Также в: Stvaranje—выпуск 51, номер 8-12 (1996), стр. 899—900.
33. Вагапова, Наталья: «В плену своей судьбы» / Наталья Вагапова: Pobjeda—выпуск 52, номер 11105 (9.11.1996), стр. 130. Рассматривая драматургию Гойко Челебича.
34. Попович, Бранко: «Гойко Челебич: „City Club“»: Белград, 1995 / Бранко Попович: Leyopis Matice Srpske. Выпуск 173, книга 459, номер 1-2 (1997), стр. 180—186.
35. Реджеп, Драшко: «Вечное плавание» / Драшко Реджеп: Luča (Никшич)—выпуск 6, номер 6-7 (1997), стр. 11-13. О романе «Убийство А. Г. В. и уголовное преследование».
36. Стойковская, Гордана: «Pseudo-Marker na granicnoto iskustvo» / Гордана Стойковская: New Macedonija—(1997). Kon deloto na Gojko Čelebić.
37. Asumieron los embajadores de Italia, Yugoslavia y Rumania. In: La Revista Diplomatica—выпуск 20, номер 87 (1998), стр. 7. Югославия—Гойко Челебич.